# Copaifera rondonii
Copaifera rondonii är en ärtväxtart som beskrevs av Frederico Carlos Hoehne. Copaifera rondonii ingår i släktet Copaifera, och familjen ärtväxter. Inga underarter finns listade i Catalogue of Life.